# Vesna Pusić
Vesna Pusić  (Zagreb, 25 de marzo de 1953) es una política croata, miembro del Partido Popular-Demócratas Liberales que está a favor de la integración europea, de la igualdad de género y de los derechos de las personas LGBT. Fue ministra de Asuntos Exteriores y Europeos desde el 23 de diciembre de 2011 hasta el 22 de enero de 2016 y vicepresidenta del gobierno desde noviembre de 2012.

## Biografía

### Familia
Es hija de Eugen Pusić (1916-2010), profesor de la facultad de derecho de Zagreb, especializado en asuntos sociales.

### Estudios
Terminó sus estudios secundarios en 1971. Posteriormente, obtuvo un título de Sociología y de Filosofía de la universidad de Zagreb en 1976. 

### Carrera política
Miembro del Partido Popular- Demócratas Liberales (HNS), del que fue presidenta de 2000 a 2008, fue elegida en 2000 diputada en el Parlamento croata donde se hizo conocida por sus profundas convinciones liberales. Candidata a la elección presidencial en diciembre de 2009, quedó en quinto lugar obteniendo 7,25 % de votos en la primera vuelta.
De 2005 a 2008, ocupó las funciones de presidenta del comité nacional para el seguimiento del acceso de Croacia a la Unión Europea. Es igualmente presidenta del grupo parlamentario del Partido Popular croata y vicepresidenta del Partido de la Alianza de los Liberales y Demócratas por Europa.

#### Jefa de la diplomacia
Después de la victoria de la coalición Cocorico en las elecciones legislativas de 2011, fue nombrada ministra de Asuntos Exteriores en el ejecutivo formado por Zoran Milanović el 23 de diciembre.